# Фармакопея
Фармакопе́я (с др.-греч. φαρμακον «лекарство» + ποιη «делаю, изготовляю») — собрание нормативных документов (фармакопейных статей), регламентирующих требования к качеству лекарственных средств. Фармакопейные статьи подразделяются на общие и частные. Общие фармакопейные статьи содержат описания методов анализа лекарственных средств, данные о применяемых при этом реактивах и индикаторах. Частные фармакопейные статьи – стандарты лекарственных средств, содержат перечни показателей и методов контроля качества лекарственных средств и описания лекарственных средств, а также вспомогательных веществ и сырья для их производства. Общие и частные фармацевтические статьи периодически пересматриваются.
Положения фармакопеи основаны на достижениях фармацевтической химии и её фармацевтического анализа, его критериев, способов и методов.
Для обеспечения требований фармакопеи формируется перечень соответствующих стандартных образцов.
Государственная фармакопея (ГФ) — фармакопея, находящаяся под государственным надзором и имеющая юридическую силу. Требования ГФ обязательны к исполнению для всех субъектов обращения лекарственных средств данного государства, занимающихся производством (изготовлением), хранением и применением лекарственных средств.

## История
История собраний материалов по фармации восходит к древним рукописям, среди которых известны папирус Эдвина Смита, сборник Плиния Старшего, «Сад Здравия» Петера Шёффеля и другие.
Предшественниками фармакопей были рецептурные справочники – например, «Антидотарий» Николая из Салерно, изданный в 1140 году. В них около середины XVI века стали употреблять термин «фармакопея». Первая государственная фармакопея была издана в 1698 году в Бранденбурге на латинском языке.

## Национальные фармакопеи
В XIX — начале XX вв. во многих странах стали издавать национальные фармакопеи. Наиболее авторитетные зарубежные национальные фармакопеи – Американская фармакопея (англ. United States Pharmacopoeia) (USP; с 1820 года, 38-е изд., 2015); Британская фармакопея (ВР, с 1864 года; имеет государственный статус в Австралии, Канаде, Республике Корея); Японская фармакопея (JP, с 1886 года, 17-е изд., 2016).

### Российская Федерация
Существует преемственность между Государственной фармакопеей Российской Федерации и Государственной фармакопеей СССР, которая, в свою очередь, явилась результатом дальнейшего развития Государственной русской фармакопеи. Первая официальная государственная фармакопея в России была издана в 1778 году на латинском языке.
Положения о Государственной фармакопее Российской Федерации, определяющие её официальный статус, закреплены в Федеральном законе от 12 апреля 2010 года № 61-ФЗ «Об обращении лекарственных средств». 
Государственная фармакопея Российской Федерации XIII издания введена в действие с 1 января 2016 года и опубликована на сайте Федеральной электронной медицинской библиотеки. Фармакопея содержит 229 общих фармакопейных статей и 179 частных фармакопейных статей, представленных в соответствующих разделах. Требования практически всех разработанных общих фармакопейных статей максимально приближены к требованиям аналогичных фармакопейных стандартов ведущих зарубежных фармакопей.

### Украина
Государственная фармакопея Украины I издания выпущена в 2001 году, четыре дополнительных тома — в 2004, 2008, 2009 и 2011 годах соответственно, на украинском и русском языках. Государственная фармакопея Украины II издания на украинском языке была опубликована в 2015 году, а с 1 января 2017 года вступило в силу дополнение № 1 к II изданию. Государственная фармакопея Украины практически полностью гармонизирована с Европейской фармакопеей.

### Республика Беларусь
Нормы, касающиеся Государственной фармакопеи Белоруссии, содержатся в Законе Республики Беларусь от 20 июля 2006 года № 161-З «О лекарственных средствах». Обеспечение разработки, издание и распространение Государственной фармакопеи Республики Беларусь в соответствии с приказом Министерства здравоохранения Республики Беларусь осуществляет Центр экспертиз и испытаний в здравоохранении. 
Государственная фармакопея Республики Беларусь I издания в трёх томах была опубликована в 2007-2009 годах. Фармакопея Белоруссии практически полностью копирует Европейскую фармакопею. Структура большинства фармакопейных статей включает в себя общую часть, основанную на требованиях Европейской фармакопеи, и национальную часть, основанную на требованиях законодательства Белоруссии.
С 1 января 2013 года введён в действие первый том Государственной фармакопеи Республики Беларусь II издания, а в 2015 году вышел второй том Государственной фармакопеи Республики Беларусь II издания.

### Республика Казахстан
Положения, закрепляющие статус Государственной фармакопеи Казахстана установлены в Кодексе Республики Казахстан от 18 сентября 2009 года № 193-IV «О здоровье народа и системе здравоохранения».
Государственная фармакопея Республики Казахстан I издания опубликована в 2008-2009 годах в двух томах на казахском и русском языках, в 2014 году осуществлена публикация третьего тома I издания Государственной фармакопеи Республики Казахстан. Фармакопея Казахстана практически полностью гармонизирована с Европейской фармакопеей. Структура большинства фармакопейных статей включает в себя общую часть, основанную на требованиях Европейской фармакопеи, и национальную часть, основанную на требованиях законодательства Республики Казахстан.
В 2015 году опубликован первый том II издания Государственной фармакопеи Республики Казахстан.

### Республика Узбекистан
Положения, закрепляющие статус Государственной фармакопеи Республики Узбекистан установлены в Законе Республики Узбекистан от 5 января 2016 г. № ЗРУ-399 «О лекарственных средствах и фармацевтической деятельности».
Первый том Государственной фармакопеи Республики Узбекистан I издания в двух частях опубликован в 2021 году на узбекском и русском языках.
Фармакопея Узбекистана гармонизирована с Европейской фармакопеей с учетом требований  национального законодательства.

## Международная и региональные фармакопеи
Первый том первого издания Международной фармакопеи (англ. The International Pharmacopoeia) опубликован в 1951 году, второй том — в 1955 году. В 2006 году увидело свет 4‑е издание в 2‑х томах. В 2008 году оно же переиздано вместе с первым дополнением. Международной фармакопеей пользуются страны, не имеющие собственных (национальных) фармакопей.
Европейская фармакопея (англ. European Pharmacopoeia; нем. PhEur, Europäisches Arzneibuch) содержит нормы, действующие на территории европейского экономического региона, издана от имени Совета Европы и действует в большинстве стран Европы.
Фармакопея Евразийского экономического союза предусмотрена Соглашением о единых принципах и правилах обращения лекарственных средств в рамках Евразийского экономического союза от 23 декабря 2014 года. В 2017 году для её подготовки при Евразийской экономической комиссии сформирован Фармакопейный комитет Евразийского экономического союза. Фармакопея Евразийского экономического союза утверждена Евразийской экономической комиссией в 2020 году и введена в действие с 1 марта 2021 г. В 2022 и 2024 годах в Фармакопею Евразийского экономического союза внесены изменения и дополнения.

## Гармонизация фармакопей мира
Начало международной гармонизации фармакопей было положено в 1948 году, когда Секретариатом Всемирной организации здравоохранения (ВОЗ) был получен соответствующий мандат. Первый том первого издания Международной фармакопеи был подготовлен с целью гармонизации требований к качеству фармацевтических субстанций во всем мире.
С 2012 года для гармонизации фармакопей под эгидой Экспертного комитета ВОЗ по спецификациям лекарственных средств осуществлялась разработка стандарта ВОЗ "Надлежащая фармакопейная практика" (GPhP), завершенная к настоящему времени.
Одним из примеров эффективных усилий по гармонизации фармакопей является работа Фармакопейной дискуссионной группы (PDG), осуществляющей гармонизацию требований Европейской фармакопеи, Американской фармакопеи и Японской фармакопеи. 

## Исторические документы
- Pharmacopoea navalis Rossica (1806) (лат.)  (Дата обращения: 7 декабря 2009)
- Pharmacopoea Rossica et Fennica (1825) (лат.)  (Дата обращения: 7 декабря 2009)